# Apollo 14
Apollo 14 è stata l'ottava missione spaziale con equipaggio del Programma Apollo dell'agenzia statunitense NASA, la terza ad allunare e la prima a giungere sugli altopiani lunari. È stata anche l'ultima delle "missioni H", una tipologia di missione che prevedeva allunaggi in siti di interesse scientifico con permanenza di due giorni, nel corso dei quali sarebbero state condotte due attività extraveicolari (comunemente indicate "passeggiate lunari").
La missione sarebbe dovuta partire nel 1970, ma venne posticipata a causa delle indagini conseguenti all'incidente occorso durante il volo dell'Apollo 13 e della necessità di apportare modifiche alla navicella. Il comandante Alan Shepard, il pilota del modulo di comando Stuart Roosa e il pilota del modulo lunare Edgar Mitchell, poterono decollare domenica 31 gennaio 1971 alle ore 4:03:02 p.m. EST, dopo un breve ritardo di circa quaranta minuti dovuto alle condizioni meteorologiche. Nel corso dei nove giorni della missione, l'equipaggio si trovò a dover risolvere una serie di problemi e guasti che avrebbe potuto portare nuovamente ad abortire l'allunaggio e, probabilmente, alla prematura conclusione del programma Apollo.
Shepard e Mitchell giunsero il 5 febbraio sulla superficie della Luna nella formazione Fra Mauro, meta già prevista per l'Apollo 13. Durante le due attività extraveicolari i due astronauti ebbero modo di raccogliere 42,80 kg di rocce lunari ed eseguirono o impostarono molti esperimenti scientifici. Deludendo le aspettative dei geologi, Shepard e Mitchell non riuscirono a raggiungere il margine del cratere Cone come era pianificato, decidendo di tornare indietro quando erano giunti, senza saperlo, a 20-30 metri da esso. In un celebre momento della missione, Shepard colpì con una mazza improvvisata due palle da golf che aveva portato con sé.
Mentre i due astronauti si trovavano sulla Luna, Roosa rimase in orbita lunare a bordo del modulo di comando e servizio effettuando esperimenti scientifici e fotografando la superficie, tra cui il sito di allunaggio della successiva missione Apollo 16. Roosa portò con sé alcune centinaia di semi, molti dei quali vennero poi fatti germinare al ritorno sulla Terra, generando i cosiddetti alberi della luna. Dopo il decollo dalla superficie e l'attracco, il veicolo spaziale venne messo in rotta verso la Terra e i tre astronauti ammararono in sicurezza nell'Oceano Pacifico il 9 febbraio.

## Contesto
Il programma spaziale Apollo venne avviato dal presidente degli Stati Uniti John Kennedy il 2 maggio 1961, con l'obiettivo di inviare uomini sulla Luna per la prima volta entro la fine del decennio. Il fine era dimostrare, così, la superiorità degli Stati Uniti sull'Unione Sovietica nella cosiddetta "corsa allo spazio", una questione politica nel contesto più ampio della Guerra Fredda. Il 20 luglio 1969 tale traguardo venne raggiunto dall'agenzia spaziale americana, la NASA, quando gli astronauti della missione Apollo 11 riuscirono a mettere piede sulla Luna. In quel momento erano previste altre nove missioni lunari, ma tali ambizioni vennero rapidamente riviste al ribasso. Le priorità degli Stati Uniti erano cambiate: le misure sociali messe in atto dal presidente Lyndon Johnson nel contrasto alla povertà (Medicare e Medicaid) e, soprattutto, l'inasprirsi della guerra del Vietnam stavano assorbendo una quota crescente del bilancio statunitense. Per i politici statunitensi il programma Apollo aveva già raggiunto il suo scopo, dimostrando la superiorità tecnica della nazione, e i risultati scientifici non avrebbero giustificato le spese previste per le missioni seguenti. Nel 1970 venne cancellata l'ultima missione prevista nel programma, che avrebbe dovuto essere l'Apollo 20, mentre quelle rimanenti furono scaglionate fino al 1974; anche la linea di produzione del razzo vettore Saturn V venne chiusa, mettendo fine ad ogni speranza di estensione del programma. Lo sviluppo della prima stazione spaziale americana Skylab, in cui era prevista una lunga permanenza di tre successivi equipaggi di astronauti tra il 1973 e il 1974, richiese una notevole quota del budget della NASA, che era già stato ridimensionato. Il 20 settembre 1970 l'amministratore della NASA Tom Paine, il quale aveva rassegnato le dimissioni, annunciò che i vincoli di bilancio rendevano necessaria l'eliminazione di altre due missioni Apollo; così, anche le missioni Apollo 18 e Apollo 19 furono cancellate. Si previde che tale scelta avrebbe ridotto i costi del Programma Apollo di circa cinquanta milioni di dollari.
La missione precedente ad Apollo 14, l'Apollo 13, dovette essere interrotta a seguito di un'esplosione avvenuta nel modulo di servizio della navicella Apollo. L'equipaggio riuscì a rientrare sulla Terra indenne, pur avendo corso seri rischi. Le indagini svolte per determinare l'origine dell'incidente comportarono dei ritardi nella missione successiva. All'indomani di tali indagini, vennero apportate delle modifiche alla navicella per migliorarne la sicurezza, tra cui l'installazione di un'ulteriore bombola di ossigeno, indipendente da quelle che avrebbero alimentato le celle a combustibile, per ovviare a una delle conseguenze più gravi dell'esplosione avvenuta sull'Apollo 13.
L'Apollo 14 fu la quarta missione a perseguire l'obiettivo di far atterrare uomini sulla Luna e fu anche l'ultima missione di "tipo H", ovvero quelle in cui veniva utilizzato un modulo lunare più leggero con capacità limitate (minor durata della permanenza sulla Luna e minor capacità di trasportare strumenti). Riprese gli scopi principali previsti per la missione Apollo 13, ovvero lo studio della formazione geologica di Fra Mauro, malgrado le strumentazioni scientifiche trasportate sulla superficie lunare fossero, in parte, diverse.

## Informazioni generali

### Equipaggio
| Ruolo          | Astronauta                         | Astronauta                         |
| -------------- | ---------------------------------- | ---------------------------------- |
| Comandante     | Alan Shepard Secondo e ultimo volo | Alan Shepard Secondo e ultimo volo |
| Pilota del CSM | Stuart Roosa Unico volo            | Stuart Roosa Unico volo            |
| Pilota del LM  | Edgar Mitchell Unico volo          | Edgar Mitchell Unico volo          |

Il comandante dell'Apollo 14, Alan Shepard, aveva fatto parte del primo gruppo di astronauti statunitensi, i cosiddetti Mercury Seven, e il 5 maggio 1961 era divenuto il primo cittadino americano a viaggiare nello spazio con la missione Mercury-Redstone 3. Successivamente al volo gli venne diagnosticata la sindrome di Menière, una malattia collegata alla pressione del fluido contenuto nell'orecchio interno; ciò lo rese inabile al volo e pertanto assegnato alla direzione dell'ufficio astronauti. Nel 1968 fu sottoposto a un intervento chirurgico sperimentale che gli permise di recuperare l'idoneità al volo nello spazio. Così, all'età di 47 anni, Shepard si trovò ad essere l'astronauta statunitense più anziano fino ad allora assegnato ad una missione spaziale.
Stuart Roosa era il pilota del modulo di comando (CMP) designato per la missione. Al momento del decollo aveva 37 anni di età. Nel 1953 si era arruolato nell'United States Air Force, dopo aver prestato servizio come vigile del fuoco paracadutista. Nell'aeronautica in poco tempo diventò pilota di caccia e, nel 1965, si diplomò alla Aerospace Research Pilot School (ARPS) presso la Edwards Air Force Base, in California, per poi essere selezionato come astronauta del gruppo 5 l'anno successivo. In occasione della missione Apollo 9 aveva svolto il ruolo di capsule communicator (CAPCOM). Il pilota del modulo lunare (LMP) Edgar Mitchell aveva 40 anni; arruolatosi in marina nel 1952, aveva prestato servizio come pilota di caccia a partire dal 1954. Dopo un periodo trascorso a bordo delle portaerei aveva fatto ritorno negli Stati Uniti per perfezionare la sua formazione come pilota e completando anch'egli l'ARPS. Come Roosa, anche Mitchell venne selezionato nel gruppo 5. Prima di Apollo 14 aveva preso parte all'equipaggio di supporto dell'Apollo 9 ed era stato pilota del modulo lunare di riserva dell'Apollo 10.
Shepard e il suo equipaggio erano stati originariamente selezionati da Deke Slayton, direttore delle operazioni degli equipaggi di volo e anch'egli uno dei Mercury Seven, per la missione Apollo 13. Tuttavia, la direzione della NASA aveva ritenuto che Shepard necessitasse di più tempo per l'addestramento, dato che non volava nello spazio dal 1961 e quindi aveva spostato lui e i membri della sua squadra alla missione successiva, l'Apollo 14 appunto. L'equipaggio inizialmente selezionato per l'Apollo 14 divenne così l'equipaggio principale dell'Apollo 13.

### Equipaggio di riserva
| Ruolo          | Astronauta    | Astronauta    |
| -------------- | ------------- | ------------- |
| Comandante     | Eugene Cernan | Eugene Cernan |
| Pilota del CSM | Ron Evans     | Ron Evans     |
| Pilota del LM  | Joe Engle     | Joe Engle     |

L'equipaggio di riserva dell'Apollo 14 era formato dal comandante Eugene Cernan, dal pilota del modulo di comando Ronald Evans e dal pilota del modulo lunare Joe Engle. Questa formazione, sebbene con Harrison Schmitt al posto di Engle, diventò successivamente l'equipaggio principale della missione Apollo 17. Schmitt volò al posto di Engle poiché alla NASA erano state fatte forti pressioni affinché venisse portato uno scienziato sulla Luna (e Schmitt era un geologo) e l'Apollo 17 era oramai l'ultima missione lunare in programma. Engle, che aveva già precedentemente pilotato l'aereo sperimentale North American X-15 ai confini dell'atmosfera terrestre, ebbe la possibilità di volare nello spazio per la NASA nel 1981 in occasione della missione STS-2, il secondo volo dello Space Shuttle.

### Equipaggio di supporto
Nei programmi Mercury e Gemini ad ogni missione veniva assegnato un equipaggio principale e uno di riserva. Il comandante dell'Apollo 9, James McDivitt, aveva osservato come alcune riunioni, che richiedevano la presenza di un membro dell'equipaggio, impegnassero in modo poco proficuo il loro tempo; per questo motivo, nel programma Apollo questi compiti furono demandati ad un terzo gruppo di astronauti, noto come equipaggio di supporto. Ad essi si richiedeva di partecipare alla stesura del piano di volo, delle liste di controllo e delle procedure di base della missione. Inoltre, erano responsabili di assicurare che i colleghi dell'equipaggio principale e di riserva fossero informati di eventuali modifiche. Solitamente erano impegnati nello sviluppo delle procedure nei simulatori, in particolare quelle dedicate ad affrontare le situazioni di emergenza, cosicché gli equipaggi principale e di riserva si potessero addestrarsi con esse.
Per l'Apollo 14, l'equipaggio di supporto era composto da Philip Chapman, Bruce McCandless, William Pogue e Gordon Fullerton. Il ruolo di CAPCOM (capsule communicator), il radiofonista tra centro di controllo missione ed equipaggio, venne ricoperto dagli astronauti Evans, McCandless, Fullerton e Haise. Quest'ultimo, membro dell'equipaggio principale della missione Apollo 13, aveva ricevuto un addestramento per le attività extraveicolari di quella missione che risultò particolarmente utile. Haise avrebbe dovuto essere il primo astronauta del Gruppo 5 a calcare il suolo lunare; tuttavia, il primato andò poi a Mitchell. Chapman fu il primo astronauta del sesto gruppo ad essere nominato per un equipaggio. Pogue invece fu l'ultimo membro di un equipaggio di supporto Apollo a prendere successivamente parte ad una missione nello spazio, partecipando nel 1973 alla missione Skylab 4.

### Direttori di volo
Durante il programma Apollo i compiti del direttore di volo erano riassunti in una sola frase, «il direttore di volo può intraprendere qualsiasi azione necessaria per la sicurezza dell'equipaggio e il successo della missione» Per l'Apollo 14, i direttori sono stati: Pete Frank (Orange team), Glynn Lunney (Black team), Milt Windler (Maroon team) e Gerry Griffin (Gold team).

### L'emblema
L'emblema adottato per la missione ha forma ellittica. Al centro, su sfondo blu, sono raffigurate sulla sinistra la Terra e la Luna. Dalla prima parte la traccia percorsa da una cometa utilizzata per raffigurare la navetta spaziale. Sul bordo, color oro, sono iscritti il nome della missione, in alto e in rosso, e il cognome dei tre astronauti, in basso e in azzurro. L'emblema fu disegnato da Jean Beaulieu del Kennedy Space Center, su uno schizzo di Alan Shepard.

## Preparazione e addestramento

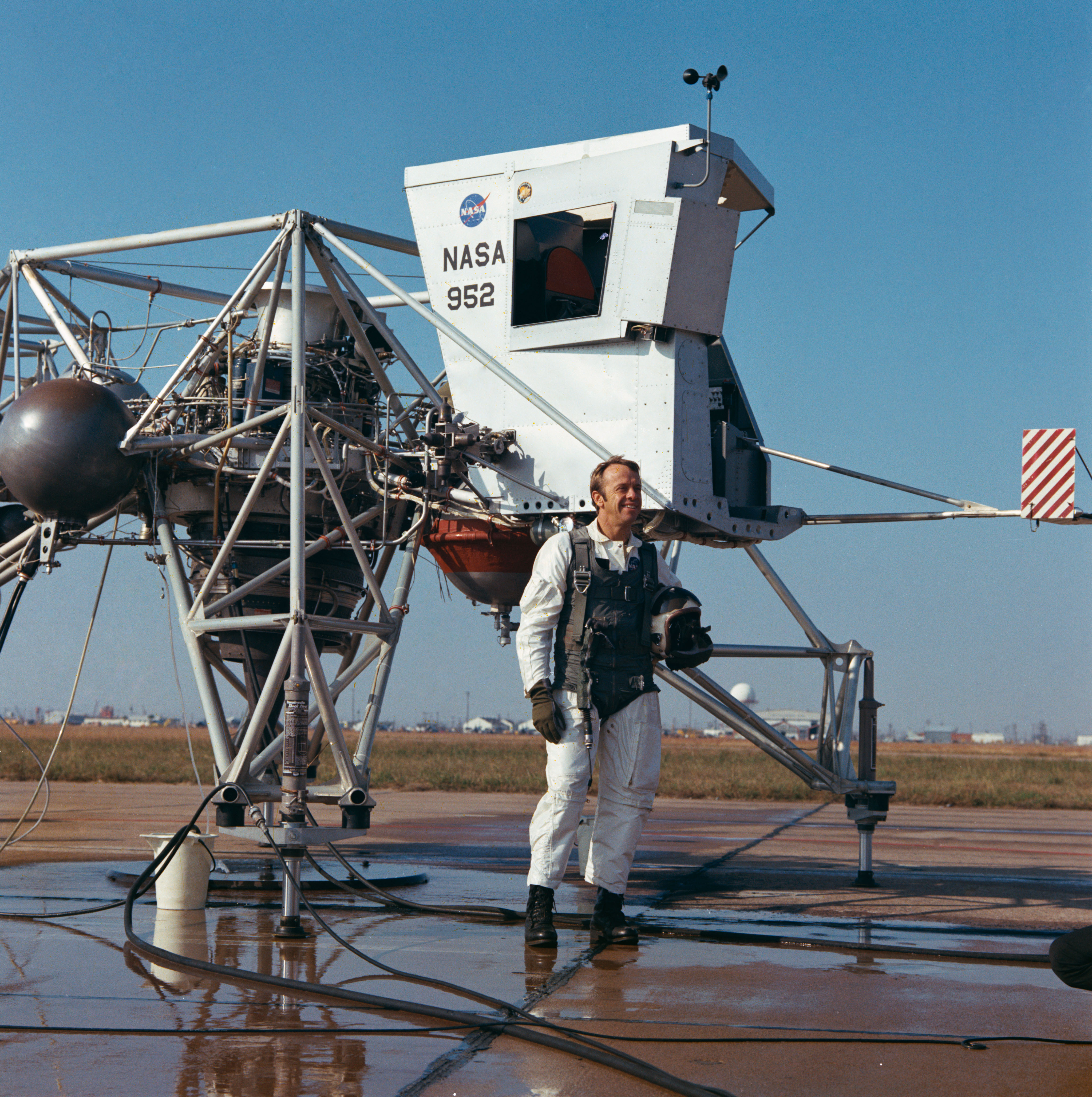
Shepard davanti al Lunar Landing Research Vehicle, un velivolo utilizzato per simulare un allunaggio

Il 6 agosto 1969 vennero annunciati gli equipaggi, principale e di riserva, sia per la missione Apollo 13 che per Apollo 14. Quest'ultima era programmata per luglio 1970 ma, nel gennaio dello stesso anno e a causa dei tagli al budget del programma Apollo che cancellarono l'Apollo 20, la NASA decise che ci sarebbero state solo due missioni lunari nel 1970, prospettando Apollo 13 per aprile e Apollo 14 per ottobre o novembre.
L'indagine sull'incidente accorso ad Apollo 13 (incidente che ne causò l'interruzione e un rischioso rientro a Terra) causò ritardi nella partenza di Apollo 14. Il 7 maggio 1970, l'amministratore della NASA Thomas Paine annunciò che la missione non sarebbe stata lanciata prima del 3 dicembre e la destinazione sarebbe stata quella inizialmente prevista per Apollo 13. Con tale prospettiva, gli astronauti dell'Apollo 14 proseguirono il loro addestramento. Il 30 giugno 1970, in seguito alla pubblicazione del rapporto su Apollo 13 e alla formulazione delle modifiche previste per rendere più sicura la navetta, la NASA annunciò che il lancio sarebbe stato posticipato a non prima del 31 gennaio 1971.
Questi ritardi dettero all'equipaggio dell'Apollo 14 la possibilità di prepararsi insieme per un totale di 19 mesi, ovvero più a lungo di qualsiasi altro equipaggio del programma Apollo fino a quel momento. Oltre al normale programma, gli astronauti supervisionarono le modifiche apportate al modulo di comando e servizio (CSM). In seguito Mitchell dichiarò: «Ci rendemmo conto che se la nostra missione fosse fallita, se fossimo dovuti tornare indietro, quella sarebbe stata probabilmente la fine del programma Apollo. Non c'era modo che la NASA potesse sopportare due fallimenti consecutivi. Ci immaginammo ci fosse un mantello pesante sulle nostre spalle per assicurarci di aver capito bene».
Quale iniziale luogo di allunaggio per la missione erano state selezionate dell'area adiacenti al cratere Littrow, nel mare Serenitatis, dove si riscontravano caratteristiche tali da farle ritenere di origine vulcaniche. Dopo l'insuccesso della missione Apollo 13 venne deciso che la sua prevista destinazione, nei pressi del cratere Cone nella formazione Fra Mauro, fosse scientificamente più interessante di Littrow. La formazione di Fra Mauro è composta da materiale espulso (ejecta) dall'impatto astronomico che formò il mare Imbrium e gli scienziati speravano di ottenerne dei reperti di tale evento nei campioni prelevati in profondità sotto la superficie della Luna. Inoltre, il cratere Cone era il risultato di un impatto recente, profondo e abbastanza grande da aver strappato detriti a loro volta prodotti dall'impatto che aveva generato il mare Imbrium e che i geologi speravano di poter datare. L'atterraggio a Fra Mauro avrebbe consentito anche di effettuare fotografie orbitali di un altro possibile futuro sito di atterraggio, l'altopiano Descartes, che sarebbe stato scelto per Apollo 16. Sebbene Littrow non sia mai stato visitato, un'area vicina, Taurus-Littrow, sarà il sito di atterraggio dell'Apollo 17. Il punto di allunaggio definitivo deciso per l'Apollo 14 si trovava leggermente più vicino al cratere Cone rispetto al punto designato per l'Apollo 13.

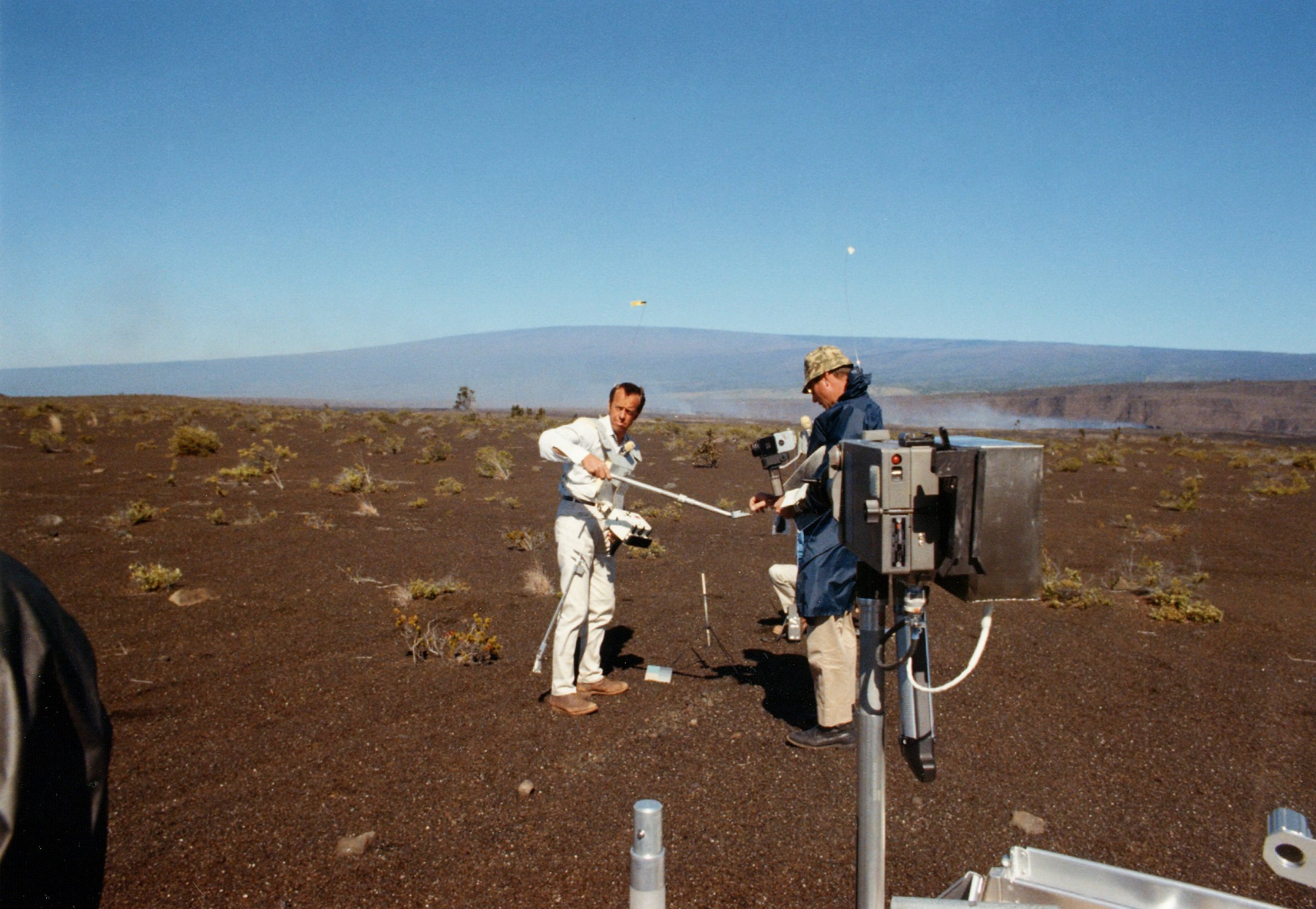
Shepard (sinistra) e Mitchell durante un addestramento geologico

Il cambio del sito da Littrow a Fra Mauro comportò delle modifiche nell'addestramento nella geologia dell'equipaggio di Apollo 14. Prima della modifica, gli astronauti erano stati condotti a visitare alcune zone vulcaniche sulla Terra; in seguito, visitarono i siti dei crateri, come il cratere Ries nella Germania occidentale e un cratere artificiale creato apposta per l'addestramento nella Valle Verde dell'Arizona. L'efficacia di questo addestramento non fu ottimale, poiché Shepard delegò molte di queste attività a Mitchell, mostrando poco interesse in esse. Il geologo Harrison Schmitt riteneva che il comandante avesse altre priorità in mente, come superare un'assenza di dieci anni dal volo spaziale e garantire una missione di successo dopo lo scampato disastro dell'Apollo 13.
Roosa procedette a un addestramento specifico dedicato al periodo in cui sarebbe stato da solo in orbita lunare, quando avrebbe svolto osservazioni della Luna e scattato delle fotografie. La sua formazione venne affidata al geologo Farouk El-Baz che già si era occupato di addestrare Ken Mattingly, il pilota del modulo di comando del primo equipaggio di Apollo 13. Insieme studiarono le mappe lunari relative alle aree di interesse e, quando Shepard e Mitchell erano impegnati nell'addestramento di geologia sul campo, Roosa li sorvolò su un aereo scattando fotografie del sito e facendo osservazioni. El-Baz fece compiere osservazioni a Roosa anche mentre volava sul suo jet Northrop T-38 Talon a una velocità e un'altitudine che simulavano la velocità alla quale avrebbe sorvolato la superficie lunare dall'orbita.
Un altro problema che aveva segnato la missione Apollo 13 era stato un avvicendamento nell'equipaggio all'ultimo minuto, per via dell'esposizione dei suoi membri alla rosolia. Per prevenire un altro evento del genere, per l'Apollo 14 la NASA creò quello che è stato chiamato Flight Crew Health Stabilization Program. Venne previsto che a partire da 21 giorni prima del lancio, l'equipaggio si trasferisse negli alloggi del Kennedy Space Center (KSC) con contatti ridotti ai propri coniugi, all'equipaggio di riserva, ai tecnici della missione e ad altre persone direttamente coinvolti nell'addestramento. Coloro che venivano autorizzati a stare vicino agli astronauti erano sottoposti a esami fisici e vaccinazioni, mentre i movimenti dell'equipaggio venivano limitati il più possibile.
I moduli di comando e servizio furono consegnati al KSC il 19 novembre 1969; il modulo di risalita del modulo lunare giunse il 21 novembre seguito tre giorni dopo da quello di discesa. Successivamente iniziarono i controlli, i test e l'installazione delle apparecchiature. Il complesso di lancio, costituito dal razzo vettore con in cima la navicella Apollo, uscì dal Vehicle Assembly Building il 9 novembre 1970 per raggiungere il complesso di lancio 39A.

## Componenti

### Veicolo spaziale

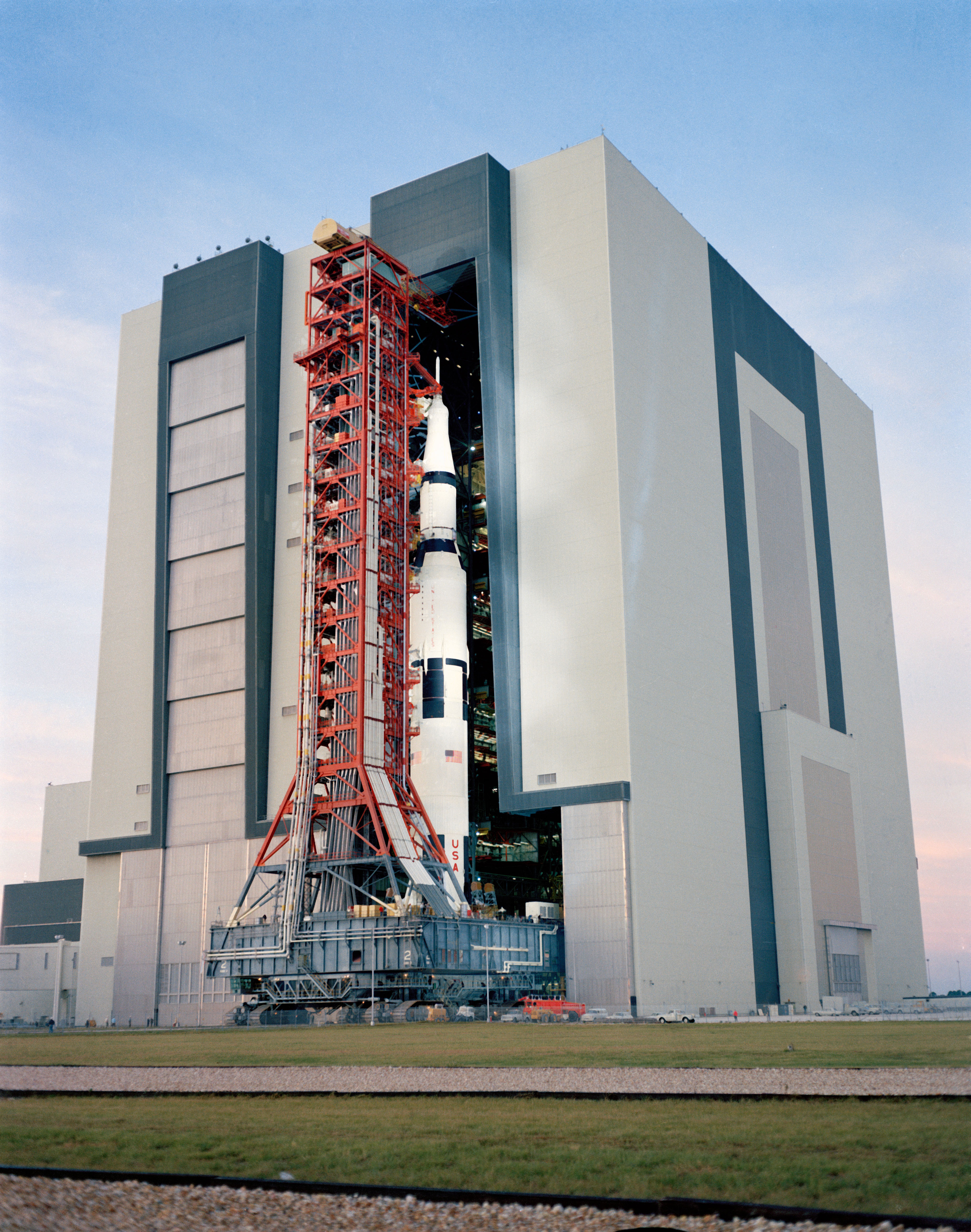
Il veicolo di lancio di Apollo 14 esce dal Vehicle Assembly Building, 9 novembre 1970

La navicella spaziale Apollo utilizzata per la missione era composta dal modulo di comando CM-110, dal modulo di servizio SM-110, denominati insieme CSM-110 e soprannominati Kitty Hawk, e da un modulo lunare LM-8, soprannominato a sua volta Antares. Roosa aveva scelto il nominativo del CSM-110 a ricordo della città del Carolina del Nord dove i fratelli Wright eseguirono il primo volo. Antares è invece la stella appartenente alla costellazione dello Scorpione che gli astronauti avrebbero usato per orientare il modulo lunare nella sua discesa verso la Luna; questo nome era stato scelto da Mitchell. Facevano inoltre parte del complesso il sistema di abbandono del lancio e l'adattatore veicolo spaziale/veicolo di lancio.
Le modifiche che vennero apportate alla navicella tra le missioni Apollo 13 e 14 furono più numerose rispetto alle missioni precedenti, non solo a causa dei problemi verificatisi, ma anche per via delle più complesse attività lunari pianificate per il nuovo volo.
L'incidente dell'Apollo 13 era stato causato dall'esplosione di un serbatoio di ossigeno conseguente al danneggiamento dell'isolamento del cablaggio elettrico avvenuto in fase di costruzione. Come risposta, i tecnici riprogettarono i serbatoi e installarono nuovi termostati. Venne, inoltre, aggiunto un terzo serbatoio, posto sul lato opposto rispetto agli altri due, dotato di una valvola che lo potesse isolare in caso di emergenza e che avrebbe permesso di alimentare solo il sistema di gestione ambientale del modulo di comando. La sonda di livello presente in ciascun serbatoio venne realizzata in acciaio inossidabile, invece che in alluminio.
Anche il cablaggio elettrico venne riprogettato, rivestendolo in acciaio inossidabile. Le valvole di alimentazione dell'ossigeno delle celle a combustibile vennero isolate dal cablaggio grazie ad un rivestimento in teflon. La strumentazione della navicella spaziale e i sistemi di monitoraggio presenti al controllo missione di Houston vennero modificati per fornire avvisi più immediati e facilmente comprensibili riguardo a eventuali anomalie. Siccome gli astronauti dell'Apollo 13 avevano sofferto di carenza di acqua e di energia dopo l'incidente, una scorta di emergenza di 19 litri di acqua venne immagazzinata nel modulo di comando mentre una batteria di emergenza, identica a quelle che alimentavano lo stadio di discesa del modulo lunare, venne installata nel modulo di servizio. Il modulo lunare venne modificato per rendere più facile il trasferimento di energia verso il modulo di comando.
Altre modifiche effettuate riguardarono l'installazione di deflettori nei serbatoi di propellente dello stadio di discesa del modulo lunare in grado di impedire che la spia di allarme di carburante esaurito si accendesse prematuramente come era accaduto durante i voli di Apollo 11 e 12. Furono apportate anche alcune modifiche strutturali per trasportare l'equipaggiamento da utilizzare sulla superficie lunare, incluso il Modular Equipment Transporter.

### Razzo vettore
Il razzo vettore Saturn V designato per la missione Apollo 14 era il modello SA-509, simile a quelli usati dalle missioni da Apollo 8 a Apollo 13. Con 2 950 867 chilogrammi di peso è stato il veicolo con equipaggio più pesante mai lanciato dalla NASA fino ad allora, 1 730 chilogrammi più pesante di quello che aveva permesso ad Apollo 13 di andare nello spazio.
Vennero apportate alcune modifiche per risolvere il problema relativo alle oscillazioni pogo nel sistema di propulsione, che avevano provocato nella missione precedente uno spegnimento anticipato del motore centrale del secondo stadio, J-2. Queste compresero l'installazione di un accumulatore di elio posizionato nella linea dell'ossigeno liquido (LOX) del motore centrale, un dispositivo di interruzione di riserva per lo stesso motore e una valvola del propellente a 2 posizioni semplificata posta su ciascuno dei cinque motori J-2.

### ALSEP ed altre apparecchiature scientifiche

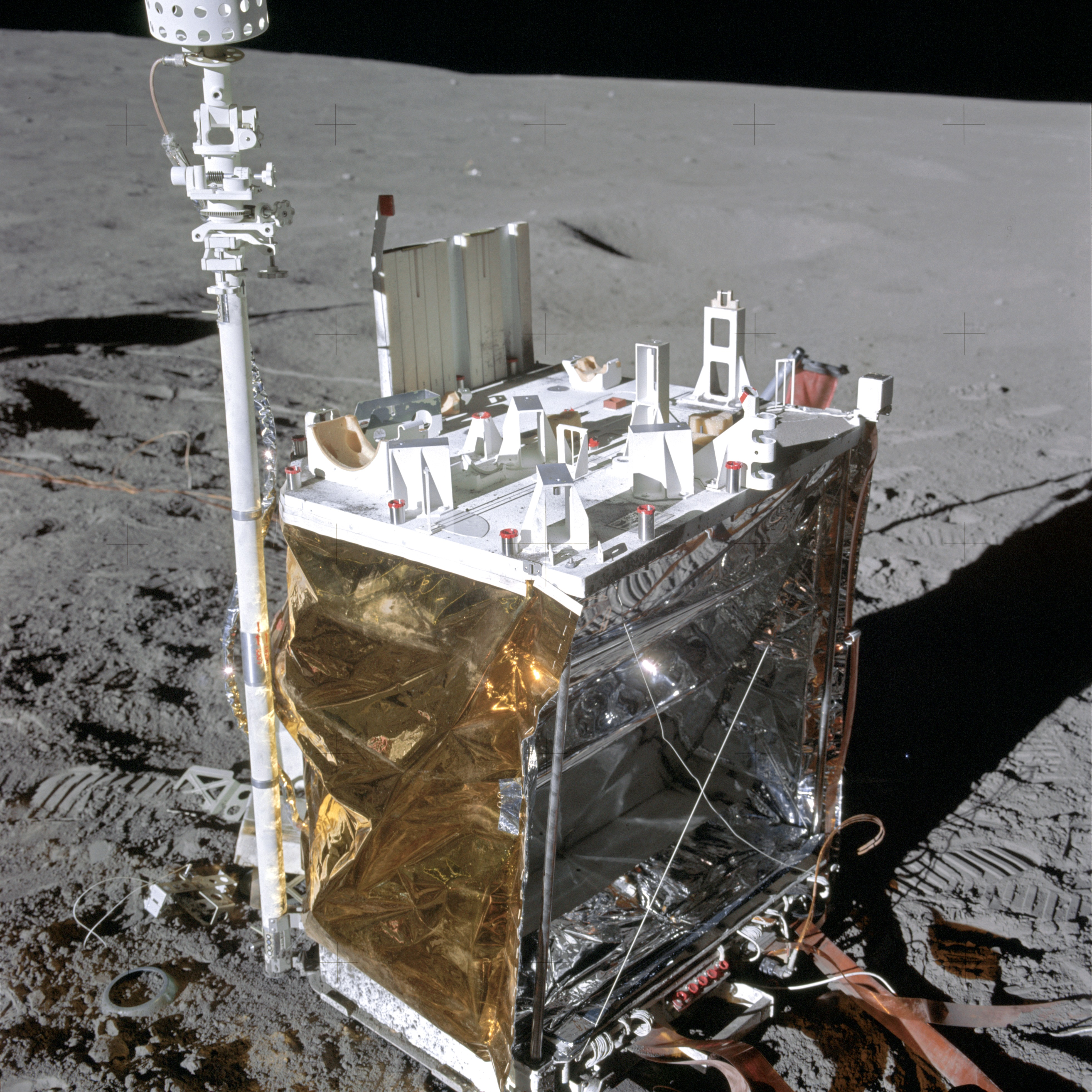
L'ALSEP dell'Apollo 14 posizionato sulla Luna

L'insieme degli strumenti scientifici facenti parte dell'Apollo Lunar Surface Experiments Package (ALSEP) trasportati dall'Apollo 14 comprendeva il Passive Seismic Experiment (PSE), l'Active Seismic Experiment (ASE), il Suprathermal Ion Detector (SIDE), il Cold Cathode Ion Gauge (CCIG) e il Charged Particle Lunar Environment Experiment (CPLEE). Durante la permanenza sulla superficie lunare furono utilizzati anche due ulteriori strumenti non compresi nell'ALSEP, il Laser Ranging Retro-Reflector (LRRR o LR3), dispiegato nelle vicinanze dell'ALSEP, e il Lunar Portable Magnetomete (LPM), che venne utilizzato dagli astronauti durante la loro seconda attività extraveicolare. Tra questa strumentazione, il PSE era già stato impiegato nelle missioni Apollo 12 e 13, l'ASE solo sull'Apollo 13, il SIDE aveva volato sull'Apollo 12, il CCIG sull'Apollo 12 e 13 e l'LRRR sull'Apollo 11. L'LPM era nuovo ma era simile ad uno strumento analogo utilizzato durante Apollo 12.
Il PSE era un sismometro, simile a quello lasciato sulla Luna dall'Apollo 12, che doveva misurare l'attività sismica lunare. Lo strumento sarebbe stato calibrato utilizzando il previsto impatto del modulo di ascesa del LM (la cui massa, velocità e posizione di schianto sarebbero stati dati noti), che sarebbe stato espulso una volta che gli astronauti, terminata la missione sulla superficie lunare, avessero nuovamente raggiunto il modulo di comando. Il sismometro collocato dell'Apollo 12 registrò anche l'impatto del terzo stadio S-IVB dell'Apollo 14 che era stato fatto deliberatamente schiantare contro la Luna dopo aver immesso la navicella nella traiettoria corretta. I sismometri lasciati dalle missioni Apollo hanno realizzato una prima rete sismografica sulla Luna.
Anche l'ASE serviva per misurare le onde sismiche ed era composto da due parti. La prima era costituita da tre geofoni collocati dagli astronauti ad una distanza fino a 94 metri dalla stazione centrale dell'ALSEP. La seconda consisteva in quattro mortai impostati per sparare a distanze diverse. L'obiettivo era quello di misurare le onde generate dagli impatti dei proiettili ottenendo così dati sulla trasmissione delle onde sismiche attraverso la regolite lunare. Si prevedeva che i proiettili non sarebbero stati sparati fino a quando gli astronauti non fossero tornati sulla Terra, ma alla fine non furono mai attivati per paura che potessero danneggiare altri esperimenti. Un esperimento simile è stato utilizzato con successo durante la missione Apollo 16.
L'LPM doveva essere utilizzato durante la seconda attività extraveicolare per misurare il campo magnetico della Luna in vari punti. Il SIDE era progettato per misurare gli ioni sulla superficie lunare e provenienti dal vento solare. Veniva poi combinato con il CCIG, studiato per misurare l'atmosfera lunare e rilevarne le eventuali variazioni nel tempo. Il CPLEE era in grado di misurare le energie di protoni ed elettroni generati dal Sole che raggiungono la superficie lunare. L'LRRR fungeva da bersaglio passivo per raggi laser trasmetti dalla Terra, consentendo la misurazione della distanza Terra/Luna e di come questa sarebbe cambiata nel tempo. Gli LRRR dell'Apollo 11, 14 e 15 sono gli unici esperimenti lasciati sulla Luna dagli astronauti dell'Apollo che al 2023 restituiscono ancora dei dati.

### Modular Equipment Transporter

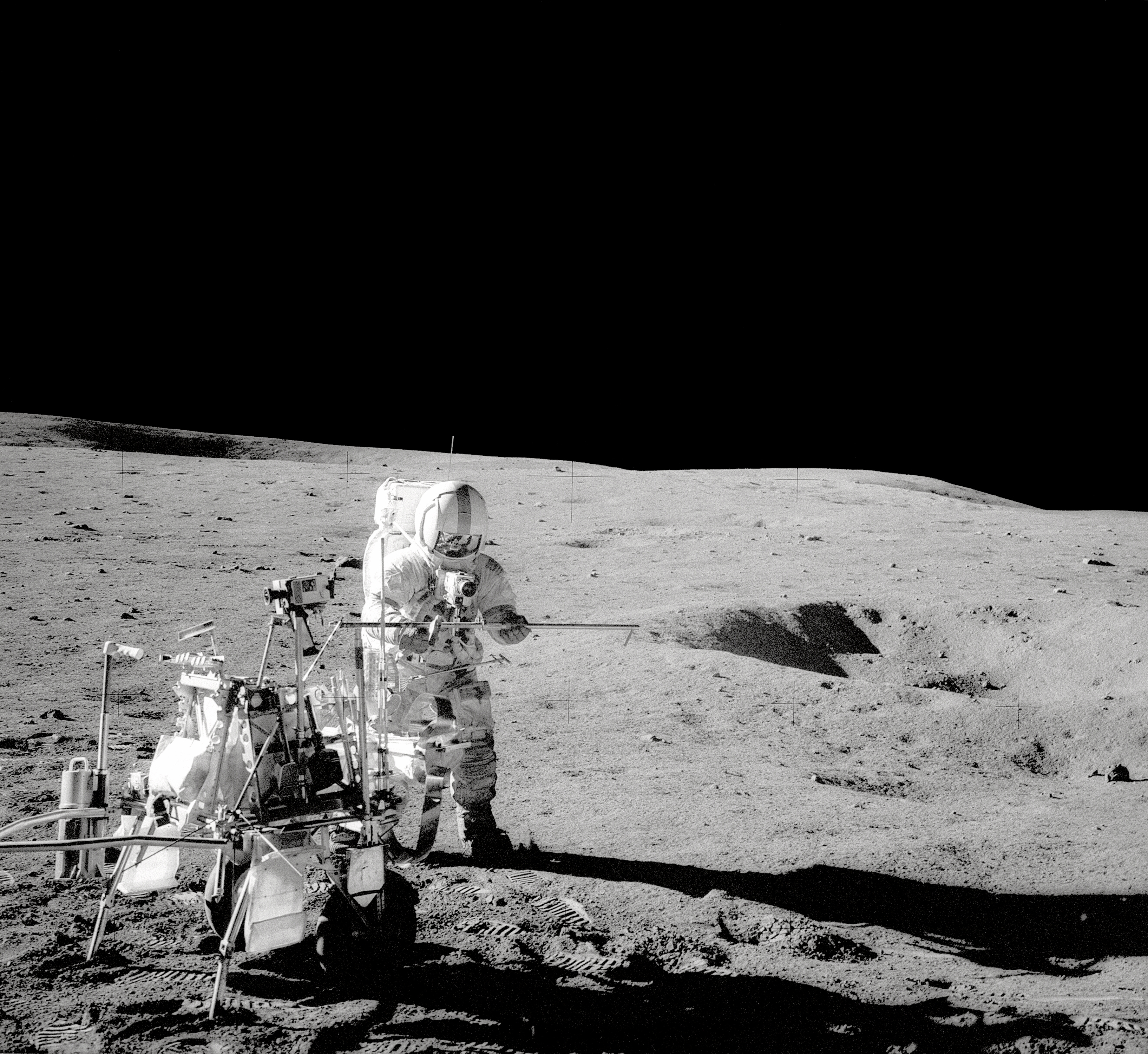
Shepard vicino al MET

Il Modular Equipment Transporter (MET) era un piccolo veicolo a due ruote studiato per essere trainato dagli astronauti sulla Luna. Venne utilizzato solo dalla missione Apollo 14, benché inizialmente era stato programmato anche per quelle successive. Il suo scopo appariva quello di permettere agli astronauti di portare con sé strumenti, attrezzature e campioni lunari, senza la necessità di trasportarli personalmente. Nelle successive missioni del programma Apollo venne sostituito dal Lunar Roving Vehicle (LRV) un veicolo a quattro ruote dotato di motore elettrico in grado di ospitare due astronauti.
Il MET, quando dispiegato sulla superficie lunare, era lungo circa 220 centimetri, largo 99 e alto 81. Aveva pneumatici di gomma pressurizzati di 10 centimetri di larghezza e 41 di diametro contenenti azoto e gonfiati a circa 10 kPa. Si trattò del primo caso in cui venivano utilizzati pneumatici sulla Luna; la loro realizzazione si deve alla Goodyear e furono soprannominati XLT (Experimental Lunar Tyre). A pieno carico il MET pesava circa 75 chilogrammi.

### Altri strumenti a disposizione durante le EVA
Sull'Apollo 14 venne impiegato per la prima volta il Buddy Secondary Life Support System (BSLSS), un'apparecchiatura consistente in una serie di tubi flessibili che avrebbe consentito agli astronauti sulla Luna di condividere l'acqua di raffreddamento in caso di un guasto a uno dei loro zaini di supporto vitale, necessari per la loro sopravvivenza durante le loro escursioni. In caso d'emergenza, all'astronauta con l'attrezzatura guasta era comunque garantita la fornitura d'ossigeno tramite il sistema di riserva Oxygen Purge System (OPS), ma grazie al BSLSS tale ossigeno non avrebbe dovuto essere utilizzato anche per il raffreddamento, prolungandone così la durata. Gli stessi OPS usati sull'Apollo 14 vennero modificati rispetto a quelli usati nelle missioni precedenti con la rimozione dei riscaldatori interni, non necessari.
Sulla superficie lunare furono portate anche sacche d'acqua, soprannominate "Gunga Dins", che potevano essere inserite nei caschi degli astronauti consentendo loro di bere durante le attività extraveicolari. Queste erano state già utilizzate nella missione Apollo 13, ma Shepard e Mitchell furono i primi a usarle sulla Luna. Allo stesso modo, Shepard fu il primo astronauta a indossare una tuta spaziale a cui erano state aggiunte strisce rosse su braccia, gambe e casco che lo identificavano come comandante, sebbene un modello simile era già stato previsto per Jim Lovell sull'Apollo 13. Questa soluzione venne scelta per ovviare alla difficoltà a distinguere un astronauta dall'altro nelle fotografie quando entrambi indossavano la tuta.

## La missione

### Lancio e volo verso la Luna

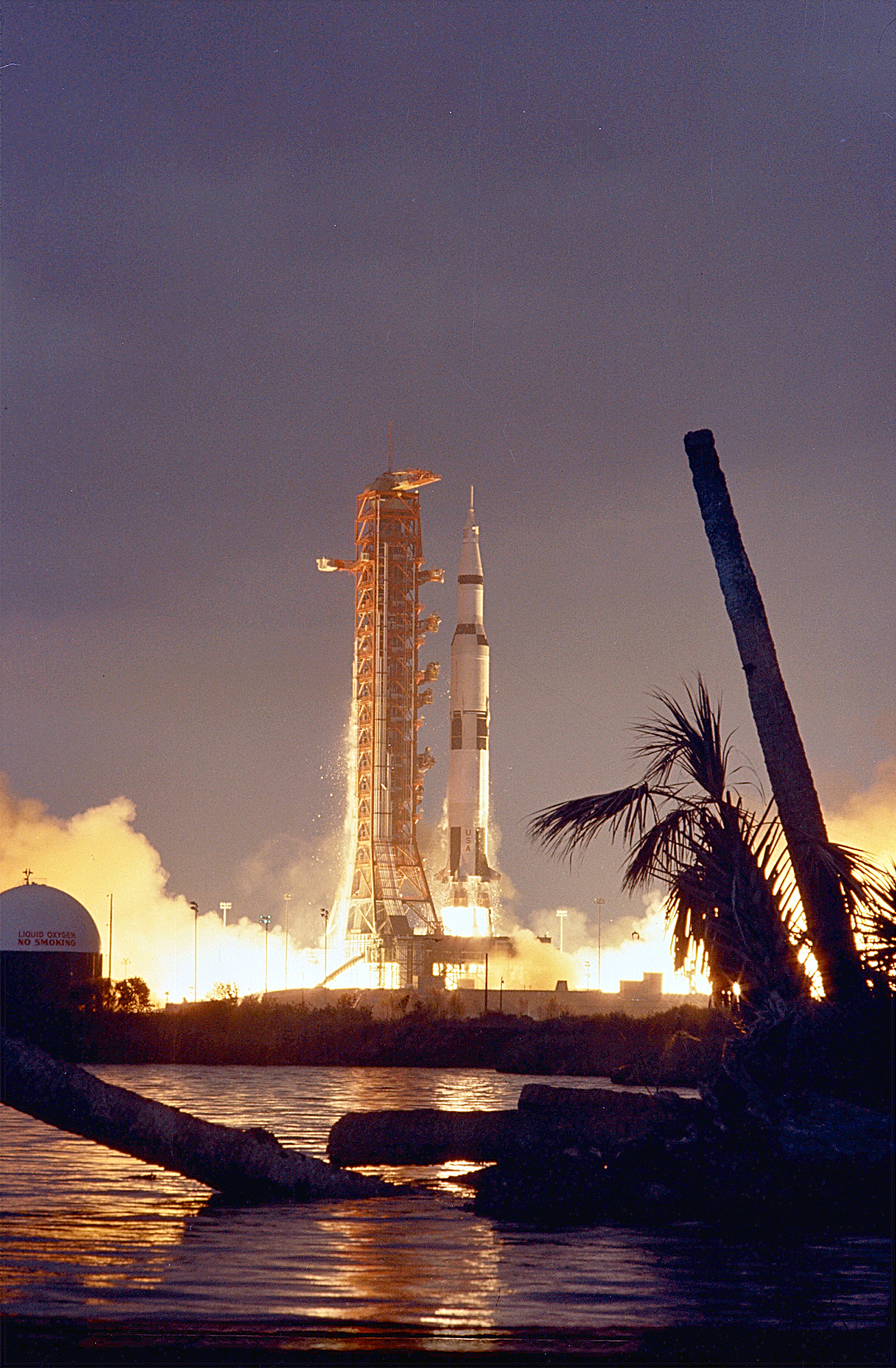
Il lancio, 31 gennaio 1971

La missione Apollo 14 lasciò la Terra dal complesso di lancio 39 del Kennedy Space Center in Florida alle 16:03:02 EST (21:03:02 UTC) del 31 gennaio 1971. Il decollo subì un ritardo di 40 minuti e 2 secondi rispetto a quanto preventivato per via delle condizioni meteorologiche non ottimali, il primo ritardo avvenuto in un lancio delle missioni del programma Apollo fino ad allora. L'orario pianificato originale, le 15:23, era collocato all'inizio della finestra di lancio, lunga complessivamente poco meno di quattro ore; se Apollo 14 non fosse riuscito a decollare entro questo periodo, la missione sarebbe dovuta essere riprogrammata non prima del marzo seguente. Precedentemente, la missione Apollo 12 era decollata in condizioni di maltempo venendo colpita due volte da un fulmine senza tuttavia compromettere il successo del volo ma, come conseguenza, le regole che sovrintendevano alla decisione di procedere con il decollo erano state inasprite. Tra gli spettatori vi era il vicepresidente degli Stati Uniti Spiro Agnew e il principe Juan Carlos, futuro re di Spagna. La navicella seguì una traiettoria verso la Luna più veloce rispetto al previsto, recuperando il tempo perso: poco più di due giorni dopo il lancio i cronometri della missione vennero anticipati di 40 minuti e 3 secondi in modo che gli eventi successivi si sarebbero svolti agli orari previsti dal piano di volo originale.
Dopo che la navicella ebbe raggiunto l'orbita terrestre, il terzo stadio del razzo vettore, l'S-IVB, venne spento e gli astronauti procedettero con i controlli di routine prima di riavviarlo per eseguire la manovra (Trans Lunar Injection, TLI)  che l'avrebbe immesso sulla traiettoria verso la Luna. Dopo la TLI, il modulo di comando e servizio si separò dall'S-IVB e Roosa iniziò la manovra di trasposizione che consisteva nel compiere un giro di 180° per estrarre il modulo lunare dal suo alloggiamento nell'S-IVB. Roosa, che aveva simulato la manovra molte volte, sperava di riuscire a compierla utilizzando la minor quantità di propellente possibile, ma il meccanismo di aggancio non funzionò a dovere. Nelle due ore successive vennero compiuti diversi ulteriori tentativi mentre i controllori di missione sulla Terra discutevano del problema e proponevano soluzioni. Se non si fosse riusciti a completare l'aggancio e quindi ad estrarre il modulo lunare, non sarebbe stato possibile compiere l'allunaggio e la missione si sarebbe conclusa con un nuovo fallimento. Alla fine, il Controllo missione propose di riprovare con la sonda di aggancio retratta, sperando che il contatto attivasse i fermi. Questa soluzione funzionò e nel giro di un'ora fu possibile estrarre correttamente il LM. Il terzo stadio del Saturn V, oramai inutile, venne immesso in una traiettoria che lo avrebbe portato a schiantarsi sulla Luna tre giorni più tardi così che il sismometro posizionato sulla superficie lunare dall'equipaggio dell'Apollo 12 potesse registrarne le conseguenti vibrazioni.
L'equipaggio, dunque, si preparò per il viaggio verso la sua destinazione principale, il cratere Fra Mauro. A 60 ore e 30 minuti dall'inizio della missione, Shepard e Mitchell entrarono nel modulo lunare per controllarne i sistemi. Due correzioni di rotta intermedie vennero eseguite durante il viaggio, mediante due accensione del motore della durata, rispettivamente, di 10,19 secondi e di 0,65 secondi.

### Orbita lunare e allunaggio

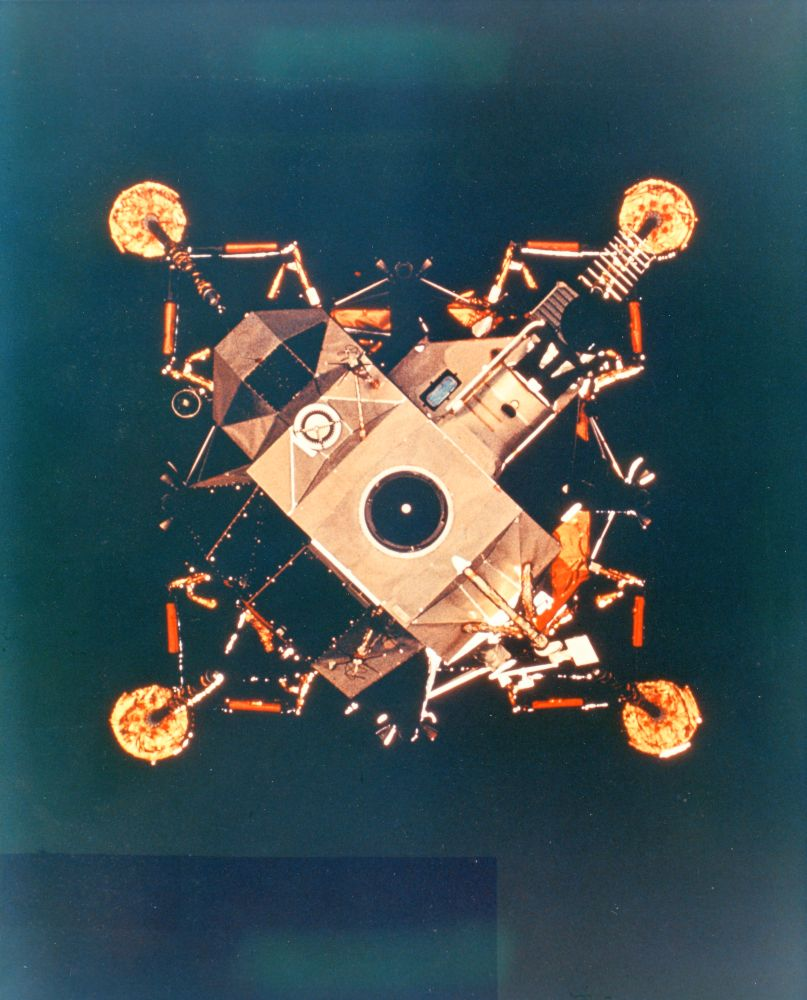
Il modulo lunare Antares visto dal modulo di comando Kitty Hawk

Alle ore 1:59:43 EST (le 06:59:43 UTC) del 4 febbraio, trascorse 81 ore, 56 minuti e 40,70 secondi dall'inizio della missione, gli astronauti procedettero ad una accensione di 370,84 secondi del motore principale (SPS) del modulo di servizio per inserire la navetta in orbita lunare con un apolunio di 313 km e un perilunio di 107,6 km. Una seconda accensione, avvenuta a 86:10:52 dall'inizio missione, servì a spostare il veicolo su un'orbita portandola con apolunio e perilunio di 108,9 km e 16,9 km rispettivamente, in preparazione dello sgancio del modulo lunare Antares e il successivo allunaggio. Apollo 14 è stata la prima missione in cui il modulo di comando e servizio ha raggiunto una quota così bassa dalla superficie lunare, sebbene ciò era stato programmato anche per Apollo 13 che però dovette abortire l'allunaggio. La manovra aveva lo scopo di aumentare l'autonomia in volo del modulo lunare, a favore di sicurezza, dal momento che Antares sarebbe dovuto atterrare su terreni accidentati e ciò avrebbe dato agli astronauti maggior tempo per scegliere il luogo dove posarsi.
Dopo aver effettuato la separazione dal modulo di comando in orbita lunare, gli astronauti riscontrarono due seri problemi sul modulo lunare Antares. Innanzitutto il computer iniziò a ricevere un segnale di "ABORT" da un interruttore difettoso. Al centro di controllo missione, gli specialisti ipotizzarono che una minuscola sfera prodotta dalle saldature si fosse staccata e fluttuasse tra l'interruttore e il contatto chiudendo il circuito e generando quindi il segnale. Il tentativo di spingere il pannello vicino all'interruttore sembrò funzionare nell'immediato, ma subito dopo il problema si ripresentò. Se ciò si fosse verificato dopo l'accensione del motore di discesa, il computer avrebbe pensato che il segnale fosse reale e quindi avrebbe avviato la sequenza di autospegnimento. Dopo alcune consultazioni, la NASA e la squadra di progettisti del software del Massachusetts Institute of Technology trovarono una soluzione, ossia far credere al computer che fosse già avvenuta l'interruzione della discesa e che quindi avrebbe dovuto ignorare i segnali eventualmente in arrivo. Questo non avrebbe impedito agli astronauti di pilotare la navicella e, anche se si fosse reso necessario procedere con un'interruzione voluta, questi avrebbero potuto eseguirla manualmente. Mitchell inserì la modifica del software pochi minuti prima dell'accensione programmata.
Un secondo problema si verificò durante la discesa, quando il radar di atterraggio del modulo lunare non riuscì ad "agganciare" automaticamente la superficie lunare, privando il computer di navigazione (l'Apollo Guidance Computer) di informazioni vitali riguardanti l'altitudine del veicolo e la velocità di discesa. Dopo che gli astronauti azionarono manualmente l'interruttore del radar, l'unità iniziò ad acquisire correttamente il segnale quando si trovavano ad oramai 6 700 metri dalla superficie. Le regole della missione richiedevano un'interruzione della discesa se il radar di atterraggio fosse risultato inservibile a 3 000 metri, sebbene Shepard avrebbe potuto provare ad atterrare anche senza di esso. Con tutti gli strumenti di navigazione operativi, il comandante pilotò la navicella verso il punto di allunaggio che risultò essere il più vicino a quello programmato rispetto a tutte e sei le missioni che atterrarono sulla Luna.

### Sulla Luna

Panorama del luogo di allunaggio di Apollo 14.

Messo piede sulla superficie lunare, Shepard dichiarò: «È stata una lunga strada, ma siamo qui». Dopo aver accusato un ritardo dovuto ad un problema al sistema di comunicazioni, la prima attività extraveicolare (EVA) poté iniziare alle 9:42 EST (14:42 UTC) del 5 febbraio 1971. Gli astronauti dedicarono gran parte di questa prima passeggiata allo scarico delle attrezzature, al dispiegamento dell'ALSEP (Apollo Lunar Surface Experiments Package), al posizionamento della bandiera statunitense, nonché alla preparazione e al caricamento del MET (Modular Equipment Transporter).
Le attività svolte nei pressi del modulo lunare vennero trasmesse in televisione sulla Terra, sebbene verso la conclusione dell'EVA l'immagine peggiorò sostanzialmente. Mitchell posizionò i cavi dei geofoni dell'ASE srotolando e posizionando le due linee di 94 metri che partivano dalla stazione centrale dell'ALSEP. Quindi azionò gli esplosivi per produrre vibrazioni che, misurate, avrebbero consentito agli scienziati sulla Terra di ottenere informazioni sulla profondità e sulla composizione della regolite lunare. Dei 21 esplosivi collocati, cinque non detonarono. Sulla via del ritorno al modulo lunare, gli astronauti raccolsero e documentarono campioni di rocce e scattarono fotografie dell'area. La prima attività extraveicolare durò 4 ore, 47 minuti e 50 secondi, con la maggior parte del tempo impiegata nell'installazione della citata strumentazione.

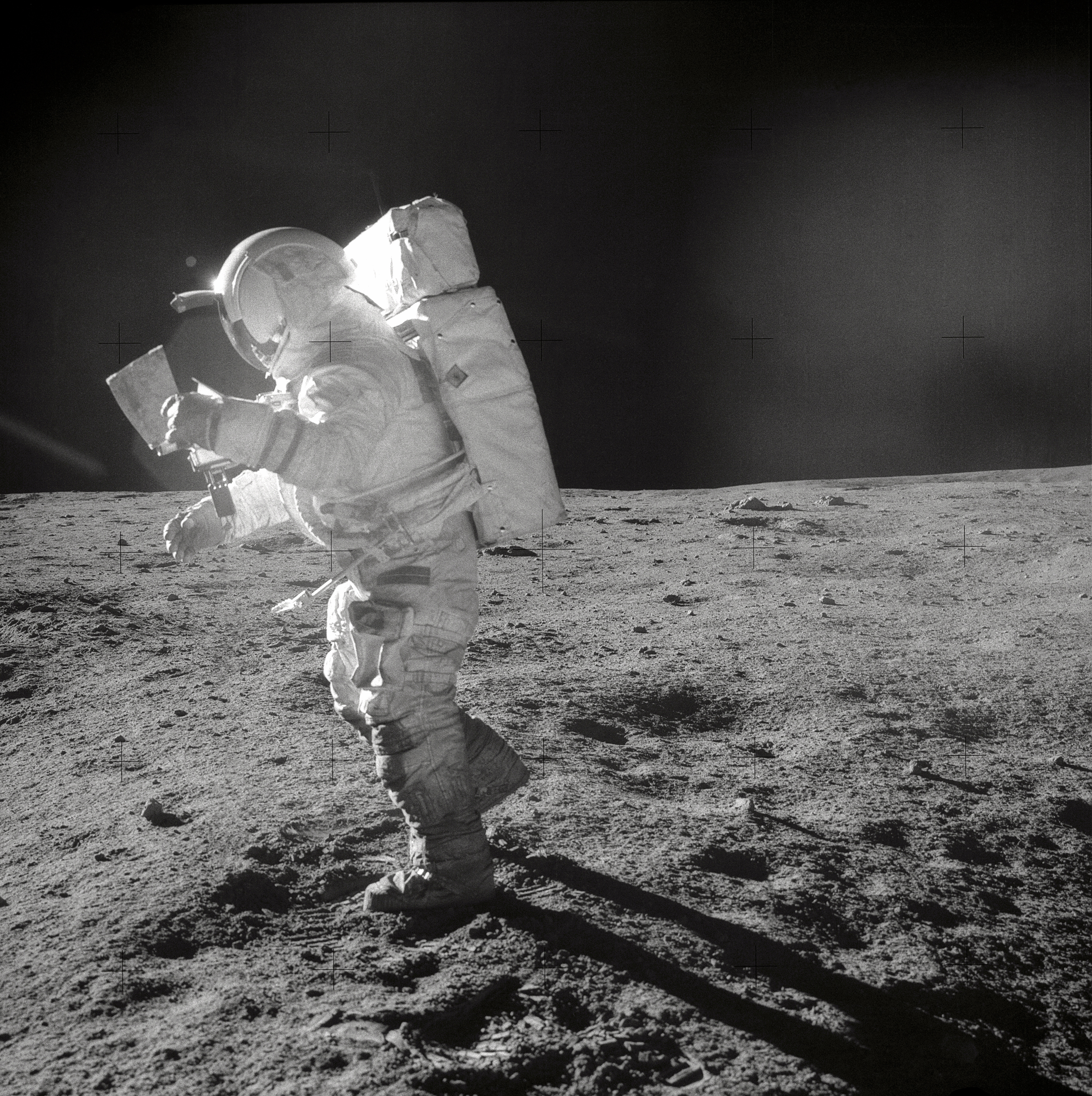
Mitchell osserva la mappa lunare

La seconda escursione ebbe come obiettivo il raggiungimento del perimetro superiore del cratere Cone, caratterizzato da un diametro di circa 300 metri ed una profondità di 40 metri. Era programmato che, una volta giunti, gli astronauti avrebbero prelevato diversi campioni di roccia lunare, tuttavia Mitchell e Shepard non riuscirono ad arrivarci. Per la prima volta veniva utilizzato il Modular Equipment Transporter (MET), che si dimostrò un vero e proprio fallimento in quanto sprofondava continuamente nella regolite lunare. Inoltre, i punti di riferimento pianificati sembrarono agli occhi dei due astronauti molto diversi rispetto alle mappe realizzate con le fotografie ottenute dall'orbita. Infine, i due esploratori sovrastimarono costantemente la distanza percorsa. Poiché la telecamera era rimasta nei pressi del modulo lunare, il controllo missione e il CAPCOM Fred Haise non erano in grado di vedere ciò che succedeva durante l'escursione, ma erano preoccupati del tempo che trascorreva, del respiro pesante e del ritmo cardiaco accelerato dei due astronauti. Superata una cresta che si aspettavano fosse il bordo del cratere, i due si accorsero che c'era altra strada da fare e, sebbene Mitchell ritenesse che fosse nelle vicinanze, essi si ritrovarono fisicamente esausti per lo sforzo. Quindi, su consiglio di Haise, raccolsero campioni delle rocce presenti e iniziarono a fare ritorno al modulo lunare. Un'analisi successiva, effettuata utilizzando le immagini da loro scattate nell'escursione, ha determinato che in quel momento si trovavano a circa 20 metri dal bordo del cratere. Immagini ottenute del Lunar Reconnaissance Orbiter (LRO) nel 2009 mostrano le tracce degli astronauti e hanno permesso di rilevare che il MET era stato trascinato a 30 metri dal bordo. Le difficoltà affrontate da Shepard e Mitchell dimostrarono la necessità di disporre di un mezzo di trasporto dotato di un sistema di navigazione sulla superficie lunare; una necessità che venne soddisfatta dall'introduzione del Lunar Roving Vehicle, già progettato per essere impiegato nella missione Apollo 15. La seconda EVA venne conclusa con un'azione spettacolare: Shepard tirò fuori due palline da golf e le lanciò utilizzando una piccola asta per diverse centinaia di metri. Lui stesso lo commentò con «miles and miles and miles» («miglia, miglia e miglia»). Così Shepard, oltre ad essere il primo americano nello spazio, ebbe pure il primato di essere il primo, nonché unico, giocatore di golf sulla Luna.

### Operazioni in orbita lunare

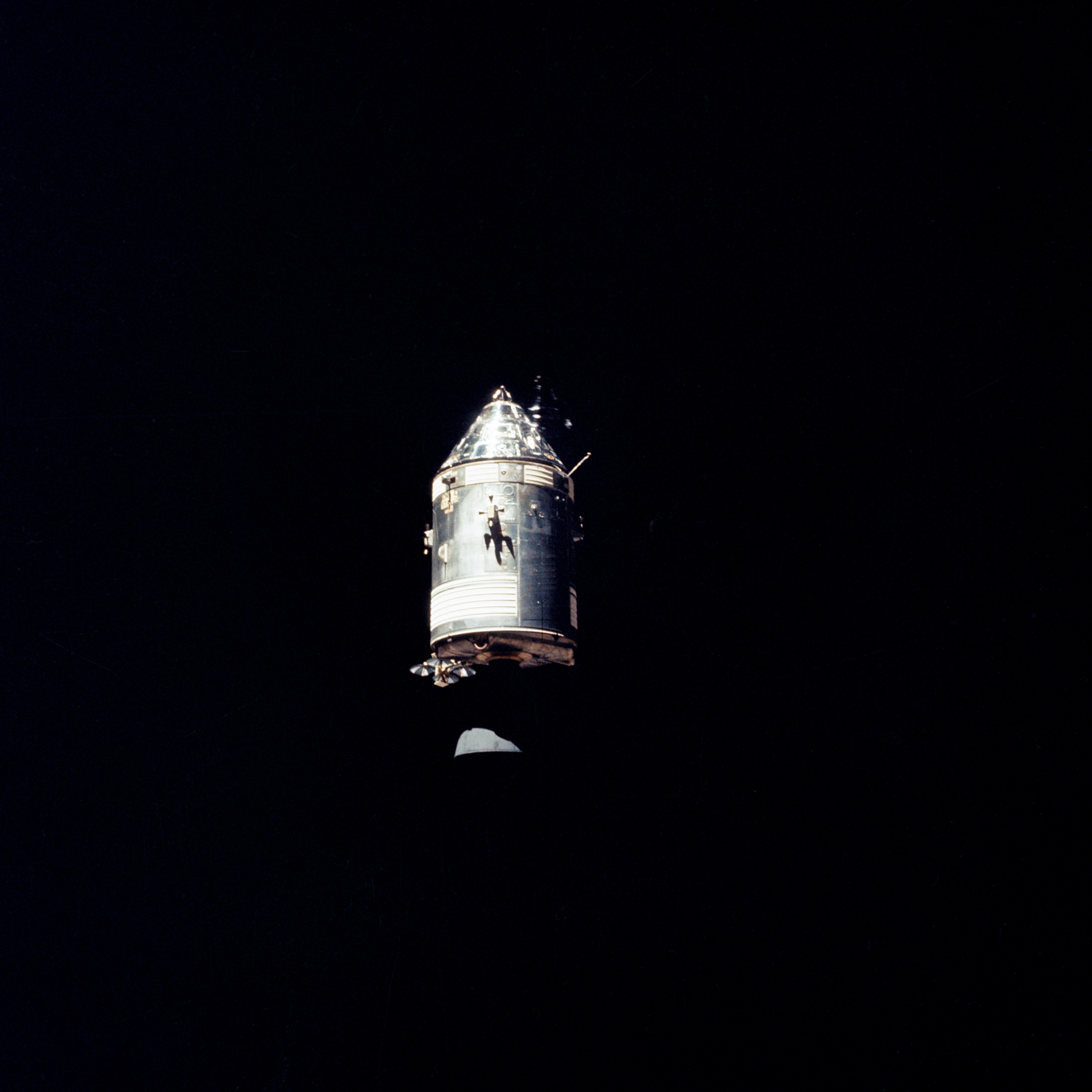
Il modulo di comando e servizio Kitty Hawk in orbita lunare

Mentre Mitchell e Shepard si trovavano sulla Luna, Roosa trascorse quasi due giorni da solo a bordo del modulo di comando Kitty Hawk, eseguendo il primo programma intensivo di osservazione scientifica dall'orbita lunare, gran parte del quale previsto inizialmente per la missione Apollo 13. Dopo che gli altri membri dell'equipaggio si spostarono su Antares e iniziarono la discesa verso la superficie, Roosa eseguì un'accensione del motore del modulo di servizio (SPS) per portare la navetta in un'orbita più alta, a circa 110 km di quota.
Roosa scattò molte foto dall'orbita lunare. Secondo i piani, la fotocamera topografica lunare (Lunar Topographic Camera), nota anche come fotocamera Hycon, avrebbe dovuto essere utilizzata per riprendere la superficie, compreso l'altopiano Descartes che era considerato come obbiettivo per Apollo 16, ma presto si guastò l'otturatore rendendola inutilizzabile. Dopo la missione, venne ritrovato un minuscolo pezzo di alluminio che contaminava il circuito di controllo dell'otturatore causandone il malfunzionamento. Nonostante ciò, l'astronauta riuscì ad ottenere immagini utili dell'altopiano mediante una fotocamera Hasselblad, grazie alle quali venne confermato che il luogo sarebbe stato adatto per un allunaggio. Roosa utilizzò tale macchina anche per fotografare il punto di impatto dell'S-IVB dell'Apollo 13 vicino al cratere Lansberg.
Durante l'orbita numero 17, Roosa vide il riflesso della luce solare sul modulo lunare Antares e la sua lunga ombra sulla superficie lunare; durante l'orbita 29, poté invece scorgere il Sole che si rifletteva sull'ALSEP. L'astronauta ebbe l'occasione anche di scattare fotografie astronomiche, del Gegenschein e del punto di Lagrange del sistema Sole-Terra che si trova oltre la Terra (L2), testando la teoria secondo cui il Gegenschein è generato dalle riflessioni di particelle in L2. Eseguendo l'esperimento radar bistatico, focalizzò anche i trasmettitori VHF e banda S del modulo di comando sulla Luna in modo che rimbalzassero e fossero rilevati sulla Terra nel tentativo di valutare meglio la profondità della regolite lunare.

### Ritorno ed atterraggio

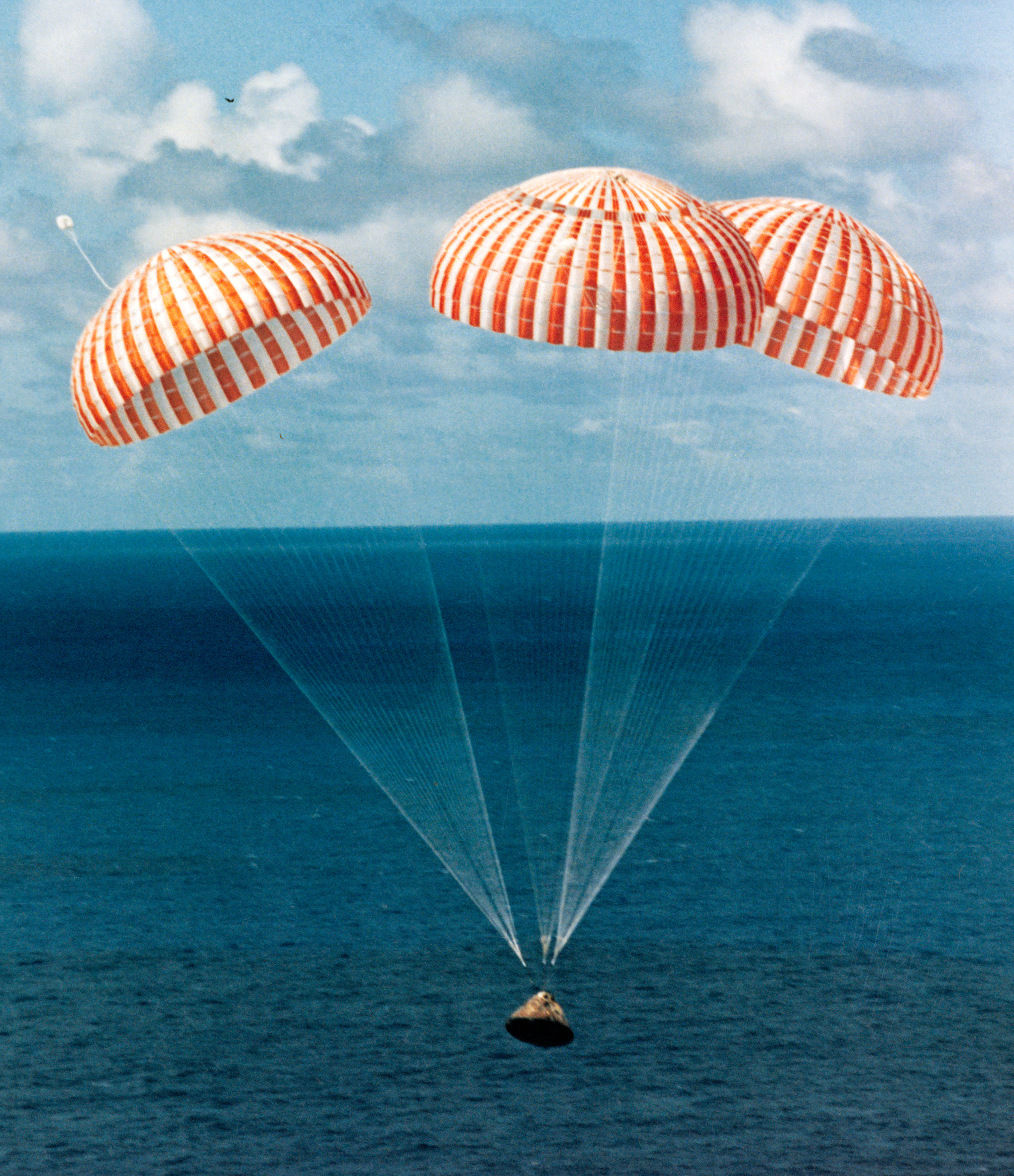
Ammaraggio dell'Apollo 14

Lo stadio di ascesa di Antares con i due astronauti a bordo decollò dalla Luna alle 13:48:42 EST (18:48:42 UTC) del 6 febbraio 1971. Dopo aver effettuato il primo rendezvous diretto (alla prima orbita) di una missione che comprendeva la discesa sulla Luna, venne eseguito l'attracco, cosa che ebbe successo a un'ora e 47 minuti dal decollo. Nonostante le preoccupazioni conseguenti alle difficoltà riscontrate all'inizio della missione, la manovra poté essere completata con successo al primo tentativo, sebbene il sistema di guida del modulo lunare, utilizzato per la navigazione, si fosse bloccato appena prima del congiungimento tra i due veicoli. Dopo che l'equipaggio, le attrezzature e i campioni lunari furono trasferiti sul modulo di comando Kitty Hawk, lo stadio di ascesa del LM venne abbandonato e fatto schiantare sulla Luna, in modo da produrre onde sismiche che sarebbero state captate dai sismometri posti sulla superficie.
Lo stesso giorno, alle ore 20:39:04 EST e durante la 34° rivoluzione lunare, venne acceso il motore principale del modulo di comando e servizio per 350,8 secondi, al fine di inserire la navetta in una traiettoria che l'avrebbe riportata sulla Terra. Durante il viaggio di ritorno vennero eseguiti due test dell'impianto di ossigeno, uno per garantire il corretto funzionamento del sistema in caso di una bassa densità del gas nei serbatoi, il secondo per far funzionare il sistema ad una portata elevata, come sarebbe stato necessario dopo l'attività extraveicolare in volo programmata per le successive missioni. Inoltre, venne svolto un test di navigazione per simulare un ritorno sulla Terra in caso di perdita delle comunicazioni. Tutti queste simulazioni ebbero successo. Durante i periodi di riposo, Mitchell condusse esperimenti di percezione extrasensoriale (ESP) senza che la NASA ne fosse a conoscenza e senza la sua approvazione, tentando di inviare immagini di carte che aveva portato con sé a quattro persone sulla Terra. Dopo la missione affermò che due dei quattro avevano ottenuto 51 risultati esatti su 200, mentre la casualità ne avrebbe previste 40. L'ultima sera nello spazio, l'equipaggio condusse una conferenza stampa con domande sottoposte in anticipo alla NASA e lette agli astronauti dal CAPCOM.
Il modulo di comando Kitty Hawk ammarò nell'Oceano Pacifico meridionale il 9 febbraio 1971 alle 21:05 UTC, a circa 1 400 chilometri a sud delle Samoa americane e a soli 7 chilometri dalla portaerei di recupero USS New Orleans. La capsula fallì di soli 1,1 chilometri il punto preventivamente calcolato, fatto che rappresentò il rientro più preciso di tutte le missioni del programma Apollo. Come per l'equipaggio di Apollo 11 e Apollo 12, dopo l'atterraggio Shepard, Roosa e Mitchell dovettero indossare delle particolari tute di protezione e per 16 giorni vennero sottoposti a quarantena per prevenire eventuali contaminazioni sulla Terra di microorganismi lunari. Gli astronauti dell'Apollo 14 furono gli ultimi esploratori lunari a dover essere sottoposti a tale procedura, poiché si era oramai constata l'assenza di una tale evenienza.

## Risultati scientifici
Fino a quel momento, Apollo 14 rappresentò la missione più importante dal punto di vista scientifico. Le pietre lunari raccolte e riportate sulla Terra, dal peso complessivo di 42,9 kg, fornirono importanti informazioni per stabilire l'età della Luna. Pure gli strumenti posizionati nei pressi del sito di allunaggio contribuirono all'ottenimento di dati di alto valore scientifico. Ad esempio, si constatò, grazie ai sismometri installati, che la maggior parte dei terremoti lunari avvengono quando la Luna si trova nel punto più vicino alla Terra, cioè al perigeo. Solo grazie al successo di questa missione si poterono programmare ed eseguire le successive Apollo 15, 16 e 17.

### Campioni di rocce lunari

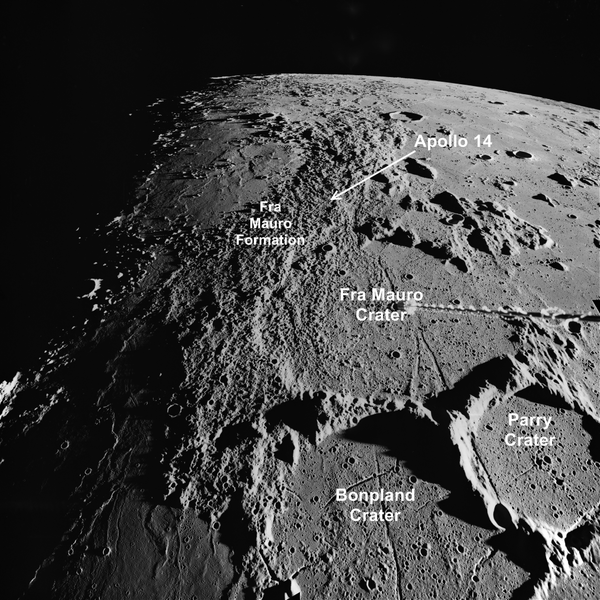
Luogo di allunaggio di Apollo 14

Apollo 14 riportò sulla Terra complessivamente 42,9 kg di rocce e campioni della superficie. La maggior parte risultarono brecce, ovvero rocce composte da frammenti di altre rocce più antiche. Le brecce si formano quando il calore e la pressione dei meteoriti si fondono insieme a piccoli frammenti di roccia. Vennero raccolti anche alcuni basalti sotto forma di clasti (frammenti) agglomerati nelle brecce, generalmente più ricchi di alluminio e, in taluni casi, anche più ricchi di potassio rispetto a quelli recuperati in altre missioni. La maggior parte dei basalti lunari raccolti durante le missioni del programma Apollo si formarono tra i 3,0 e i 3,8 miliardi di anni fa. I basalti dell'Apollo 14, invece, vantano una formazione che va dai 4,0 a 4,3 miliardi di anni fa.
Uno dei principali obiettivi scientifici della missione era quello di studiare l'impatto che dette origine al mare Imbrium. Per questo si è provato ad ottenere la datazione radiometrica delle rocce ignee abbondanti nel sito di Fra Mauro. Poiché il calore originato dall'impatto "azzera" gli orologi isotopici, l'età misurata corrisponde all'età dell'impatto e non all'età delle rocce stesse che possono essere molto più antiche. Tuttavia, sebbene le rocce riportate siano molto probabilmente parte del materiale espulso da un impatto, non è chiaro esattamente quale sia tra i molti avvenuti nella regione, rendendo così difficoltosa la datazione. I geologi hanno comunque identificato due periodi, uno tra 3,83 e 3,85 miliardi di anni fa, e un altro tra 3,87 e 3,96 miliardi di anni fa presumendo che quello relativo all'impatto che condusse alla formazione del mare Imbrium sia quello più recente, stimando quindi la sua formazione a 3,84 miliardi di anni fa.

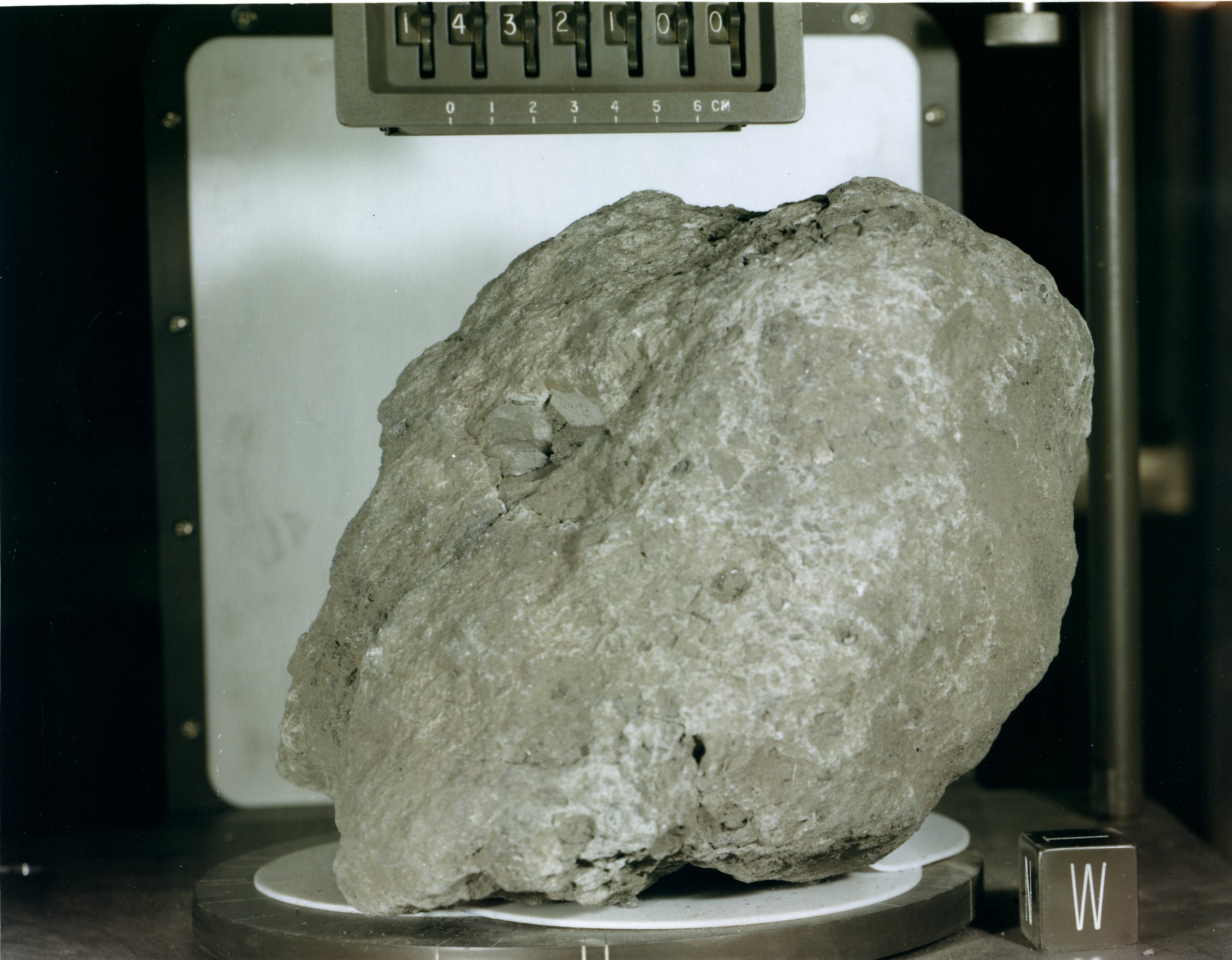
Il campione lunare 14321, soprannominato Big Bertha, la terza roccia lunare per dimensione recuperata durante il programma Apollo

Un altro obiettivo scientifico era determinare come si fosse creata la formazione Fra Mauro. I campioni prelevati hanno indicato che molto probabilmente tale formazione sia un gigantesco accumulo di materiale espulso dall'impatto di un meteorite nel mare Imbrium, smentendo l'ipotesi di uno scenario vulcanico.
Una ricerca effettuata nel gennaio 2019 ha mostrato che il campione lunare 14321, soprannominato Big Bertha, del peso di 8 998 grammi, possiede caratteristiche che lo rendono probabilmente un meteorite terrestre. Su di esso è stato riscontrata la presenza di granito e quarzo, entrambi comuni sulla Terra ma che si trovano molto raramente sulla Luna. Per datare il campione, il gruppo di ricerca della Curtin University ha esaminato frammenti di zircone incorporati nella sua struttura. «Determinando l'età dello zircone trovato nel campione, siamo stati in grado di individuare l'età della roccia ospite a circa quattro miliardi di anni, rendendola simile alle rocce più antiche della Terra», ha confermato il ricercatore Alexander Nemchin, aggiungendo che «la chimica dello zircone in questo campione è molto diversa da quella di ogni altro granello di zircone mai analizzato nei campioni lunari, e notevolmente simile a quella degli zirconi trovati sulla Terra». Ciò potrebbe significare che Big Bertha possa essere il primo meteorite terrestre scoperto e la più antica roccia terrestre conosciuta.

### Altri risultati

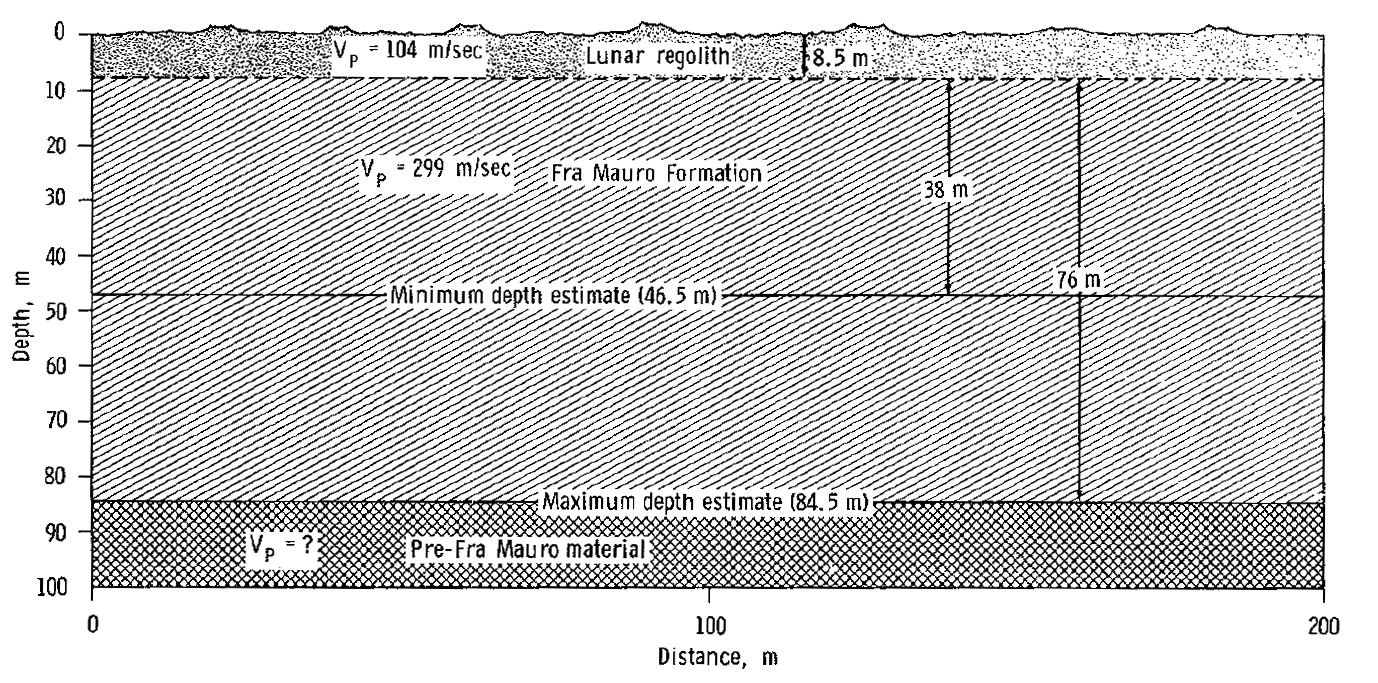
Spaccato del sito di Fra Mauro secondo i dati ottenuti dal sismometro attivo.

Il sismometro attivo installato dagli astronauti ha permesso di misurare lo spessore dello strato di regolite nella regione di Fra Mauro, risultato poi essere di circa 8,5 metri in media (con variazioni di due metri), in accordo con la stima teorica che lo riteneva essere tra i 6 e i 12 metri. È stato anche possibile determinare in 75 metri lo spessore del materiale espulso che si trova inferiormente. L'analisi dell'esposizione della regolite ai raggi cosmici ha invece dimostrato che il cratere Cone si sarebbe formato 25 milioni di anni fa. Poiché l'impatto che lo ha generato avvenne probabilmente su una collina alta 100 metri, il cratere che ne è derivato non è risultato abbastanza profondo da raggiungere il substrato composto dai depositi correlati alla formazione del mare Imbium..
Stuart Roosa, su incarico del Servizio Forestale degli Stati Uniti d'America (USFS), portò in orbita semi di cinque specie di alberi: Pinus taeda, Pseudotsuga menziesii, Sequoia sempervirens, Liquidambar styraciflua e Platanus occidentalis. Al ritorno della missione, i semi furono fatti germinare e il postime risultante fu distribuito in diverse località degli Stati Uniti e nel mondo generando i cosiddetti Moon tree.

## Importanza per il programma Apollo
Sebbene i principali obiettivi di una missione di "tipo H", come lo era Apollo 14, vennero raggiunti, l'attività lunare di Shepard e Mithcel mise in luce la grande difficoltà degli astronauti di muoversi e orientarsi sulla Luna. Il principale fattore limitante fu comunque il tempo che permetteva pochi margini di errore con solo circa quattro ore utili considerando la preparazione all'uscita e all'ingresso nel LEM e le riserve di sicurezza. A seguito di questa missione divenne chiaro che camminare non era il modo giusto per esplorare il nostro satellite, poiché troppo tempo prezioso veniva speso negli estenuanti trasferimenti, privi di ogni interesse scientifico, tra un punto e l'altro della superficie. Questa riflessione ha portato a convalidare il concetto di missione "tipo J", la quale prevedeva l'utilizzo di un rover lunare, cosa che si sarebbe concretizzata nel volo successivo dell'Apollo 15.
La gestione delle decisioni durante la difficile escursione al cratere Cone venne criticata. In particolare, vennero sollevati dubbi sulle scelte inerenti alla direzione da prendere, quale esperimento preferire, quali azioni intraprendere, cosa fotografare o quali campioni prelevare o descrivere. Per ovviare a ciò, dalla missione successiva venne approntata al centro di controllo missione di Houston una "back room" composta da geologi sempre disponibili che potessero guidare le decisioni.

## Destino dei veicoli spaziali

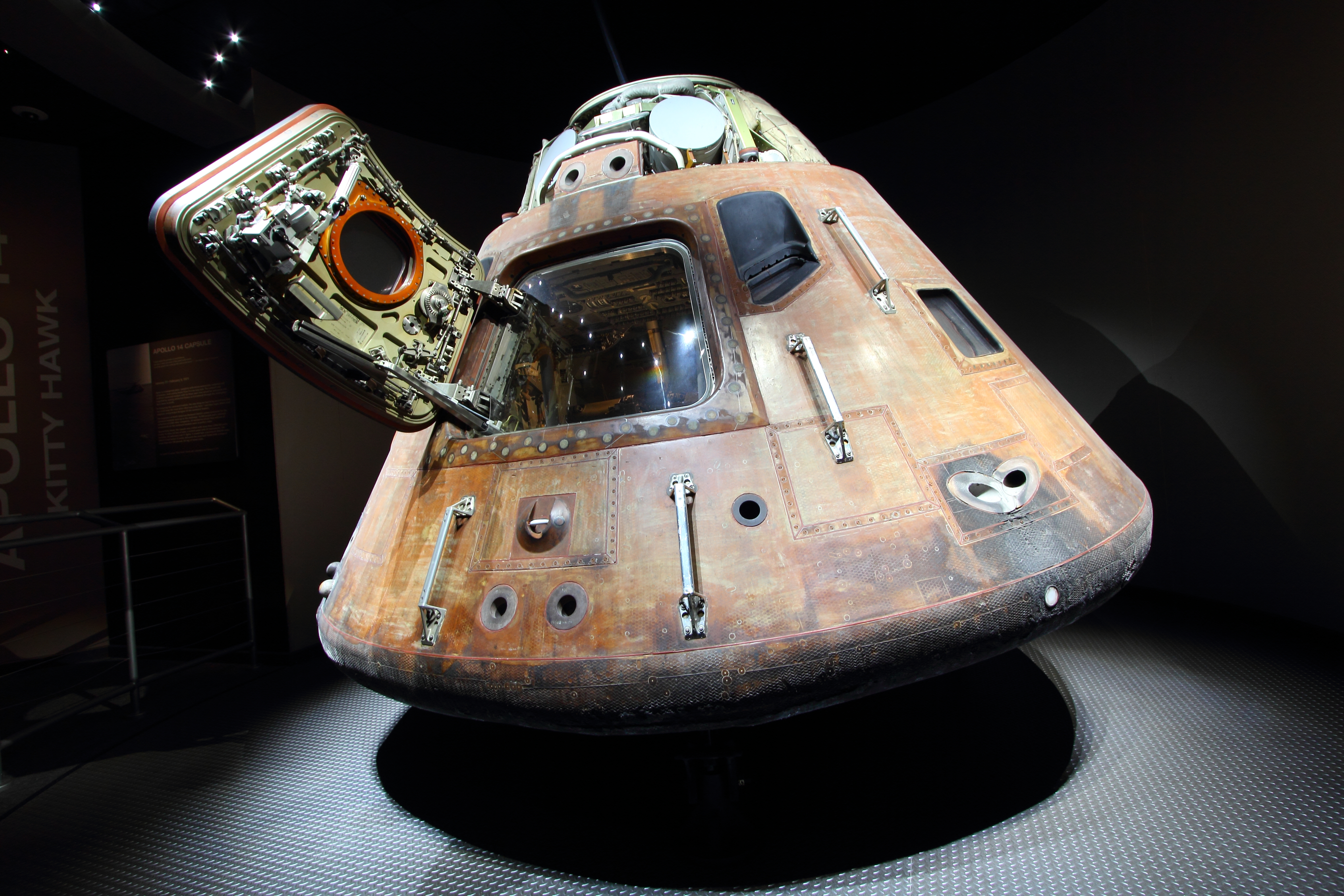
Il modulo di comando Kitty Hawk in esposizione al Kennedy Space Center

Al 2023, il modulo di comando Kitty Hawk dell'Apollo 14 si trovava esposto presso l'Apollo/Saturn V Center del Kennedy Space Center Visitor Complex, dopo aver trascorso diversi anni in mostra alla United States Astronaut Hall of Fame nei pressi di Titusville, in Florida. Prima del suo passaggio di proprietà dalla NASA allo Smithsonian, avvenuto nel luglio 1977, era stato collocato presso gli stabilimenti della North American Rockwell (la società che lo aveva costruito) a Downey, in California. Il modulo di servizio si è distrutto, come previsto, durante il rientro atmosferico, sebbene la sua traiettoria non sia stata tracciata o sia stato possibile osservarlo.
Lo stadio S-IVB del razzo vettore si è schiantato sulla Luna il 4 febbraio alle coordinate 8°10′51.6″N 26°01′49.8″E. Tre giorni dopo la stessa preventivata sorte è toccata al modulo di ascesa del modulo lunare Antares, che ha impattato sulla Luna alle ore 00:45:25.7 UT del 7 febbraio al punto 3°25′12″N 19°40′12″E. Il modulo di discesa di Antares e le altre attrezzature utilizzate nella missione si trovano ancora nei pressi di Fra Mauro alle coordinate 3°39′00″N 17°28′12″E.
Le fotografie scattate nel 2009 dal Lunar Reconnaissance Orbiter (LRO) e pubblicate il 17 luglio mostrano chiaramente i resti dell'Apollo 14 a Fra Mauro grazie alle condizioni di illuminazione particolarmente buone. Nel 2011, LRO ha sorvolato nuovamente il sito di allunaggio ad un'altitudine inferiore per scattare ulteriori fotografie con una risoluzione più elevata.